# Hírközlési és Informatikai Tudományos Egyesület
A Hírközlési és Informatikai Tudományos Egyesület (HTE) magyarországi infokommunikációs tudományos szakmai és érdekvédelmi szervezet.
Az egyesületnek több mint 60 jogi és közel 800 magánszemély tagja van; közel húsz szakmai közösség működik a keretein belül.

### Történet
Az egyesületet 1949. január 29-én jegyezték be Híradástechnikai, Finommechanikai és Optikai Tudományos Egyesület néven. Első irodája az V. kerületi Szalay u. 4. szám alatti épületben volt. Működését az 1948-ban megalakult Műszaki és Természettudományi Egyesületek Szövetsége (MTESZ) tagegyesületeként kezdte meg. A HTE-ből 1952-ben kivált a Méréstechnikai és Automatizálási Tudományos Egyesület (MATE), valamint az Optikai, Akusztikai és Filmtechnikai Egyesület (OPAKFI). Ekkor vette fel a Híradástechnikai Tudományos Egyesület nevet, melyet egészen 1998 végéig megtartott.
Az Egyesületet jelentősebb szervezeti változás érte 1968-ban, mikor az államigazgatási struktúra átalakulásának megfelelően a postai szakemberek a Közlekedéstudományi Egyesület (KTE) postai tagozatába léptek át, majd 1985-ben visszatértek a HTE-be. 1998 végén az egyesület vezetése úgy látta, hogy a hírközlés és az informatika konvergenciája oly mértékben felgyorsult, hogy a hírközlési területen is egyre többen foglalkoznak az informatika szakterületével is. Ezt a tényt jelenítette meg nevében is az egyesület, mikor elnevezését - a HTE rövidítés megtartása mellett - Hírközlési és Informatikai Tudományos Egyesületre módosította.

### A HTE díjai

#### HTE életmű díj
A HTE az Egyesületben végzett több évtizedes, kiemelkedő szakmai és társadalmi tevékenység után a teljes életmű elismerésére HTE életmű díjat alapított, melyet eseti jelleggel ítél oda a már több díjat elnyert tagjainak.

#### HTE Puskás Tivadar-díj

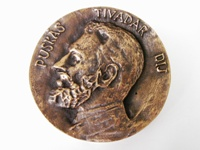
HTE Puskás Tivadar díj

Puskás Tivadar emlékére a HTE Puskás Tivadar díjat alapított. Az alapítás célja a távközlés, műsorszórás, informatika, elektronika és tartalomkezelés fejlesztése terén kimagasló érdemeket szerzett személy kitüntetése.

#### HTE Fekete László-díj
Fekete László innovációs munkássága elismeréseként és a fiatalabb generációk innovációra való ösztönzésére hazai cégvezetők alapították a díjat.

#### Pollák-Virág-díj
A HTE Pollák Antal és Virág József, a magyar híradástechnika úttörő műszaki szakembereinek emlékére Pollák-Virág-díj elnevezéssel díjat alapított.

#### Kempelen Farkas-díj
A gépi beszédfeldolgozás területén kiemelkedő szakmai teljesítmények elismerésére a HTE, a Neumann János Számítógép-tudományi Társaság és az Optikai, Akusztikai és Filmtechnikai Egyesület által alapított díj.

#### Egyesületi arany és ezüst jelvény
A HTE az Egyesületben végzett kiemelkedő és eredményes társadalmi munka elismerésére arany és ezüst jelvényt alapított.

### A HTE folyóiratai

#### Híradástechnika
A lap profilja széles: egyfelől felöleli a HTE legfontosabb műszaki témaköreit, tehát a távközlés „klasszikus" témái mellett az informatika távközléshez, kommunikációhoz kapcsolódó vonatkozásait, a médiatechnológiák és médiakommunikáció kérdéseit, ezzel is elősegítve a távközlés-informatika-média konvergenciájának folyamatát. Másfelől megtartjuk és erősítjük az interdiszciplináris jelleget is, helyet adva a távközléshez és médiakommunikációhoz kapcsolódó gazdasági, szabályozási, marketing, menedzsment témáknak és a távközlés-informatika-média társadalmi vonatkozásainak is.

### A HTE szervezete

#### Elnökség
- Vágujhelyi Ferenc – elnök
- Dr. Kis Gergely – alelnök
- Dr. Kolláth Gábor[3] – főtitkár
- Szkenderovics Ildikó – főtitkár-helyettes
- Soós István – tagságfejlesztési területért felelős elnökségi tag
- Dr. Huszty Csaba – tudományos területért felelős elnökségi tag
- Ferencz Roland – gazdasági területért felelős elnökségi tag
- Bancsics Ferenc – külső kapcsolati területért felelős elnökségi tag
- Dr. Bányász Péter – szakmai közösségi területért felelős elnökségi tag

#### Szakmai közösségek
- Információbiztonsági szakosztály – Elnök: Dr. Magyar Sándor (2021)
- Kábeltelevíziós szakosztály – Elnök: Turányi Gábor (2020)
- Közlekedés-hírközlési szakosztály – Elnök: Süli László (2021)
- Média Klub – Elnök: Balla Éva (2022)
- Mesterséges Intelligencia szakosztály – Elnök: dr. Szűcs Gábor (2022)
- Mikro- és nanoelektronikai szakosztály – Elnök: Dr. Bognár György (2023)
- Projektmenedzsment szakosztály – Elnök: dr. Prónay Gábor (2020)
- Rádiótávközlési szakosztály – Társelnökök: Jamrik Péter, Tóth Csaba (2023)
- Számítástechnikai szakosztály – Elnök: Dr. Szenes Katalin (2020)
- Távközlési szakosztály – Elnök: Gódor István (2021)
- Technikatörténeti szakosztály – Elnök: Benda Károly (2022)
- Vételtechnikai szakosztály – Elnök: Dr. Schmideg Iván (2021)

#### Területi csoportok
- Eger – Elnök: Dr. Király Roland (2021)
- Győr – Elnök: Dr. Borbély Gábor (2020)
- Szeged – Elnök: Dr. Gingl Zoltán (2021)
- Debrecen – Elnök: Kujbus Norbert

#### Munkahelyi csoport
- Nemzeti Közszolgálati Egyetem – Elnök: Dr. Tóth András mb. (2020)

#### Korábbi elnökök
- Réti József 1950-1953
- Dr. Barta István 1953-1974
- Komporday Aurél 1974-1981
- Köveskuti Lajos 1981-1990
- Dr. Tófalvi Gyula 1990-1991
- Dr. Gordos Géza 1991-1996
- Dr. Pap László 1996-2002
- Dr. Zombory László 2002-2005
- Dr. Sallai Gyula 2005-2011
- Dr. Huszty Gábor 2011-2014
- Dr. Magyar Gábor 2014-2020

#### Korábbi főtitkárok
- Rédl Endre 1949-1950
- Dr. Izsák Miklós 1950-1962
- Magó Kálmán 1962-1966
- Váradi Imre 1966-1968
- Susánszky László 1968-1974
- Dr. Almássy György 1974-1984
- Dr. Tófalvi Gyula 1984-1990
- Göblös János 1990-1991
- Halmi Gábor 1991-1996
- Dr. Huszty Gábor 1996-2002
- Maradi István 2002-2005
- Horváth Pál 2005-2011
- Dr. Bartolits István 2011-2017
- Dr. Bánkuti Erzsébet 2017-2020
- Maradi István 2020 – 2023

#### A Titkárság vezetői
- Dr. Valkó Iván Péterné 1949-1970
- Mérey Imréné 1970-1984
- Dr. Prónay Gábor 1984-1990
- Antalné Zákonyi Magdolna 1990-2000
- Máté Mária 2001-2005
- Nagy Péter 2005-